# Vaakkolammi
Vaakkolammi är en sjö i Finland. Den ligger i kommunen Tammerfors i landskapet Birkaland, i den södra delen av landet, 160 km norr om huvudstaden Helsingfors. Vaakkolammi ligger 85 meter över havet. Arean är 9,4 hektar och strandlinjen är 1,73 kilometer lång. Sjön  ingår i Kumo älvs huvudavrinningsområde.   Den ligger vid sjön Tohloppi. I omgivningarna runt Vaakkolammi växer i huvudsak barrskog.